# John Bundrick

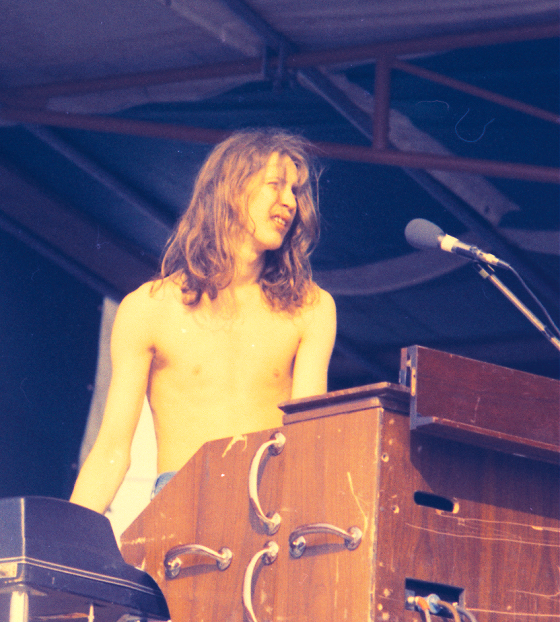
John Bundrick (1974)

John (Rabbit) Bundrick (21 november 1948) is een Amerikaanse rock-keyboardist, pianist en organist, die onder andere gespeeld heeft op albums van The Who, Bob Marley and the Wailers, Roger Waters, Mick Jagger, Free, Back Street Crawler en Crawler.

## Vroege muziekcarrière
Bundrick werd geboren in Houston (Texas) en heeft een flink aantal jaren getoerd en platen opgenomen met een Texaanse vriend van hem, zanger Johnny Nash. Hij speelde op zijn hitsingle en het album I Can See Clearly Now.

## Kossoff, Kirke, Tetsu and Rabbit, Free, Back Street Crawler en Crawler
In 1971 richtte Bundrick een kwartet op met leden van Free: gitarist Paul Kossoff, drummer Simon Kirke en bassist Tetsu Yamauchi. Hun band heette "Kossoff, Kirke, Tetsu and Rabbit". Rabbit is de toepasselijke bijnaam van Bundrick, omdat deze een lach heeft met twee hazentanden. Hij schreef voor het album van deze band vijf nummers. Na het vertrek van Andy Fraser bij Free speelden Tetsu Yamauchi en Rabbit (Bundrick) mee op het laatste album van Free getiteld Heartbreaker. Toen Free stopte, bracht John Bundrick in 1973 onder de naam Rabbit zijn eerste solo-elpee Broken Arrows uit. De elpee werd opgenomen in de 'kleine uurtjes' van de opnamestudio en omvat een aardige lijst gastmuzikanten, zoals Simon Kirke (van Free), maar ook Snuffy Walden, Reebop Kwaku Baah en Tetsu Yamauchi, met wie hij op het laatste album van Free had samengewerkt, en Jim Capaldi. In 1974 kwam zijn tweede solo-elpee uit met de titel Dark Saloon. In 1975 trad hij toe tot Back Street Crawler, de band van Paul Kossoff. Samen met deze band verscheen het tweede album Second Street (1976). Kossoff overleed vlak voordat het album uitkwam. De band trok Geoff Whitehorn aan als vervanger van Kossoff en ging verder onder de naam Crawler. Na twee albums viel de groep uit elkaar toen Bundrick vertrok naar The Who.

## The Who

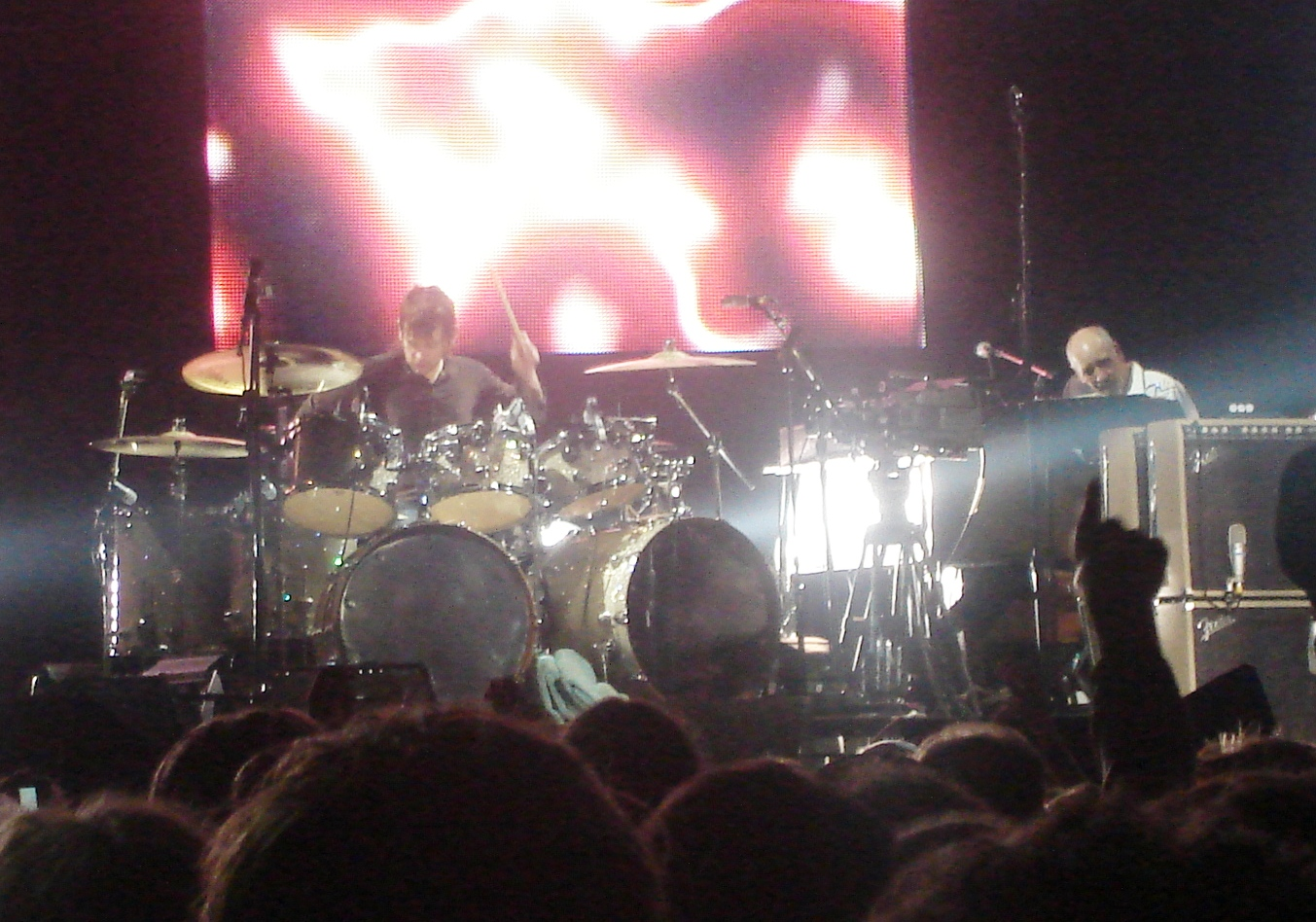
Zak Starkey (l) en John Bundrick

Bundrick werkte in 1977 voor het eerst met Pete Townshend, toen Townshend een solo-samenwerking begonnen was met Ronnie Lane, de voormalige bassist van de Small Faces en Faces, wat leidde tot Rough Mix. Kort na het overlijden van Keith Moon in 1978 kwam Bundrick met een ander Faces-lid (Kenney Jones) bij The Who en zij speelden samen met hen op het album Face Dances. Tijdens de opnamen voor It's Hard en de daaropvolgende tournee werd Bundrick vervangen door Tim Gorman vanwege meningsverschillen met Townshend over zijn alcoholgebruik. Nadat het ruzietje was bijgelegd, was hij weer te zien tijdens het benefietconcert Live Aid in 1985 in het Wembley Stadium en sindsdien is hij alweer jaren met The Who op stap (met uitzondering van een concert in New York, waar hij vervangen werd door Jon Carin). John Bundrick speelde op de singles Real Good Looking Boy/Old Red Wine en Wire and Glass/Mirror Door. Ook is hij te horen op de plaat Endless Wire, die The Who in oktober 2006 uitgaf.

## Discografie
- 1971 - Kossoff, Kirke, Tetsu and Rabbit
- 1972 - I Can See Clearly Now (Johnny Nash)
- 1973 - Broken Arrows
- 1974 - Dark Saloon -
- 1975 - The Rocky Horror Picture Show
- 1976 - Second Street (Back Street Crawler)
- 1977 - Crawler (Crawler)
- 1977 - Rough Mix (Townshend & Lane)
- 1978 - Snake, Rattle & Roll (Crawler)
- 1979 - Face Dances (The Who)
- 2004 - Real Good Looking Boy/Old Red Wine (The Who)
- 2006 - Wire and Glass/Mirror Door (The Who)
- 2006 - Endless Wire (The Who)